# A Mother's Justice
A Mother's Justice è un cortometraggio muto del 1915 diretto da Arthur Mackley.

## Produzione
Il film fu prodotto dalla Reliance Film Company.

## Distribuzione
Distribuito dalla Mutual, il film uscì nelle sale cinematografiche degli Stati Uniti il 7 giugno 1915.